# جدارية البردي
رسمت جدارية الباردي في مبنى على قمة منحدر يطل على خليج الباردي في ليبيا، أثناء الحرب العالمية الثانية بواسطة جون فريدريك بريل قبل وفاته عن عمر يناهز 22 عامًا. وهي تصور مجموعة من الصور التي تتراوح بين أهوال الحرب التي تظهرها الجماجم إلى ذكريات الوطن، ويظهرها النبيذ والنساء والأغاني.
لا تزال اللوحة الجدارية موجودة ولا يزال من الممكن زيارتها. ومع ذلك، فقد تم تشويهها وسائت حالتها مع وجود صدع كبير في الجدار المرسومة عليه. كما ضاع الكثير من الجزء السفلي من اللوحة الجدارية.
في أبريل 2009 بدأ فنانون إيطاليون أعمال ترميم لملء الشقوق واستبدال الجص المكسور. تم تنظيف أجزاء من اللوحة الجدارية وإزالة الكتابة على الجدران وترميم بعض «سواد» الطلاء. يمكن رؤية صورة جون بريل وهو يرسم والدته هنا.

## وصف الجدارية

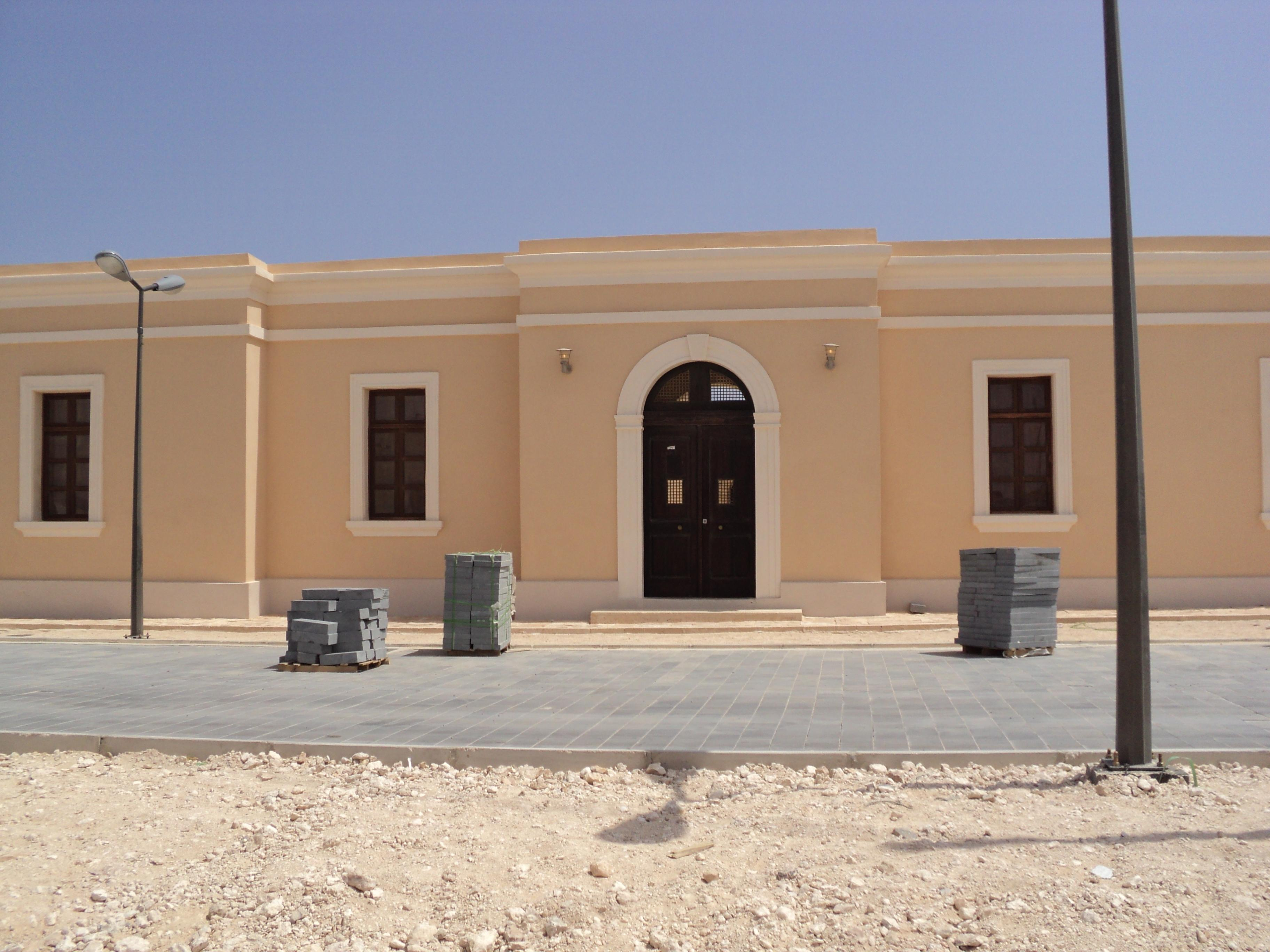
مبنى جدارية البردي.

كما يتضح من الصورة التي التقطت في الستينيات، بينما كانت اللوحة الجدارية لا تزال سليمة إلى حد كبير، فقد صورت في الأصل ذكريات بريل عن وطنه وعن أهوال الحرب. من اليسار إلى اليمين رسمة ملاكم على خلفية جريدة، وتحتها نقود وأكوام من الجماجم، وأيادي ممتدة تصل إلى رسمة متكررة ومتراكبة لنساء عاريات على ما يبدو، تتغير ملامح وجههن بمهارة. فوق رسمة النساء يمكن رؤية إشارة توقيع الفنانين إلى RASC وتاريخ 21 4 42، مع تكرار إضافي للجماجم فوق التوقيع. تستمر الصورة في الظهور، على الجانب الآخر مما يبدو أنه ستارة تفصل بين جانبي اللوحة الجدارية، وقطع موسيقية وبيانو كبير وطاولة لتناول وجبة فاخرة (العديد من السكاكين والشوك) وتحتها تعدد من الكتب، والتي، وفقًا لليديا باباس  تمثل أعمال تشارلز ديكنز من اليسار إلى اليمين: قصة مدينتين وبارنابي ردج وديفيد كوبرفيلد ومتجز الفضول القديم ومذكرات بكوك. تستمر الصورة إلى قائد فرقة موسيقية يليه عدد من وجوه الرجال يشاهدون ثلاث راقصات باليه، يرقصون على أرضية من النوتات الموسيقية، وتنتهي اللوحة الجدارية بصورة وجه ينظر من نافذة عالية في جدار من الطوب في الزاوية اليمنى العليا من اللوحة الجدارية، والذي يقتراح بشكل مختلف ليكون الفنان نفسه أو أحد أقاربه في انتظار عودته.

## التاريخ

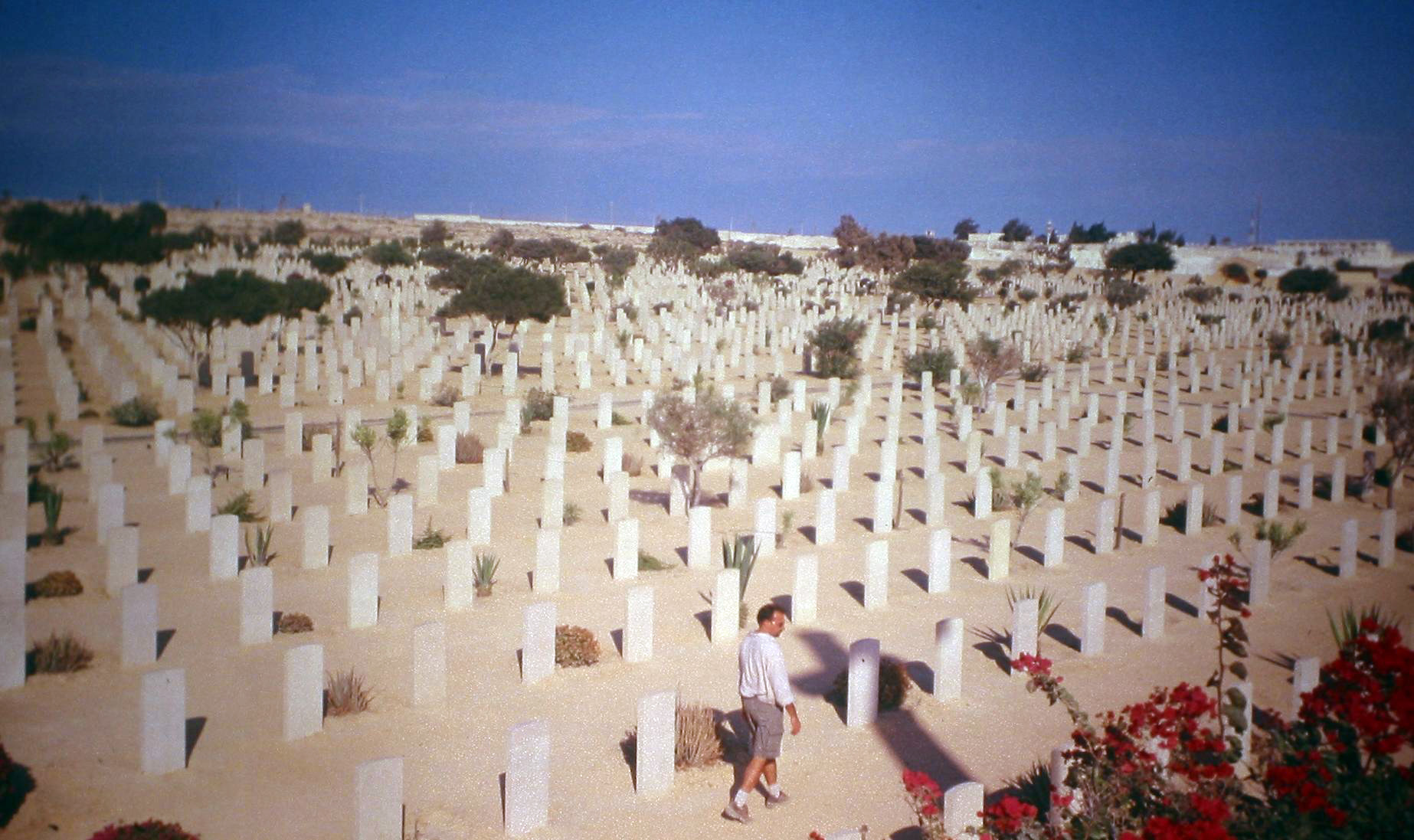
مقبرة حرب الكومنولث ، العلمين. مثوى جون الأخير.

وفقا لوالدته،  طور بريل شغفه بالفن في سن مبكرة. بعد أن درس في الأكاديمية الملكية، ذهب بعدها لاجتياز امتحان القبول لدراسة دورة دبلوم مدتها 3 سنوات في الكلية الملكية للفنون عندما اندلعت الحرب. كتبت والدته: «كانت عقيدته أنه لكي يصبح فنانًا عظيمًا، يجب عليه أن يعاني. وبالتالي انضم إلى المشاة، معتقدًا أن هذه هي أقسى وأصعب الخدمات.» حارب في أوروبا ونجا من معركة دنكيرك، وبعدها أرسالت كتيبته إلى الشرق الأوسط.
كان جون فريدريك بريل جنديًا في الكتيبة الخامسة من فوج شرق يوركشاير. وقع على الجدارية في 21 أبريل 1942،  قبل وفاته بأسابيع. توفي في 1 يوليو 1942، في اليوم الأول من المعركة الأولى العلمين، كان يبلغ من العمر 22. ودفن في مقبرة العلمين الحربية.

### الجدل
تضمنت الروايات المبكرة من تاريخ جدارية الباردي جدلاً. في حين أنه من المقبول عمومًا أن اللوحة الجدارية تم رسمها بالطلاء، لكن ذكرت بعض الروايات أن المواد المستخدمة في إنشاء الجداريات كانت ورنيش أحذية. كانت هناك أيضًا جدالات حول وضع بريل عندما رسم اللوحة الجدارية، مشيرة إلى أنه كانأسير حرب أو محكوم يالإعدام.  تمت الإشارة إلى هذه الأسئلة الثلاثة في رسالة إلى قسم «المبرمجون القدامى» في الديلي ميرور . 
كتبت إليزا والدة بريل في وقت لاحق رسالة، للرد على الجدل في 31 يناير 1966، بعد أن عُرضت عليها نسخة من المقالة حول اللوحة الجدارية التي عرفت أن ابنها رسمها قبل وفاته. ذكرت في الرسالة أنه رسم في الأصل لوحة جدارية على كل من «الجدران الأربعة لمقصف الصبيان، وهي تمثل» إجازة جندي في القاهرة«. أدركت أن هذا منحهم الكثير من الاهتمام والتسلية». بعد ذلك، طلب الضباط من بريل إنشاء جداريات في غرفة طعام الضباط. وفقًا لوالدة جون، فإن الصورة أدناه تمثل إحدى هذه اللوحات الجدارية. الموضوعات التي تمثلها اللوحة هي «ملذات الجشع» و«ملذات الفن» وموضوع ثالث من «العشاء الأخير» «ولكن هذا لم ينته أبدًا حيث تم نقل سريته للأمام». من المحتمل أن تكون لوحة بارديا الجدارية واحدة من هؤلاء. وتتابع في رسالتها قائلة «أنا ممتنة للقول إنه لم يكن محكومًا عليه بالإعدام، ولم يكن سجينًا على الإطلاق». وتذكر أيضًا أن المادة المستخدمة في إنشاء اللوحات الجدارية المختلفة التي رسمها خلال هذه الفترة هي الطلاء، وليس الورنيش الأسود؛ «تم شراء الطلاء في القاهرة من قبل الفتيان الذين كانوا في إجازة وأرسلتهم قافلة إلى البردي. وأنا أفهم أنه تم دفع التكاليف من أموال NAFFA (كذا) .» من المحتمل أنها قصدت الإشارة إلى أموال NAAFI . 

## صور الجدارية

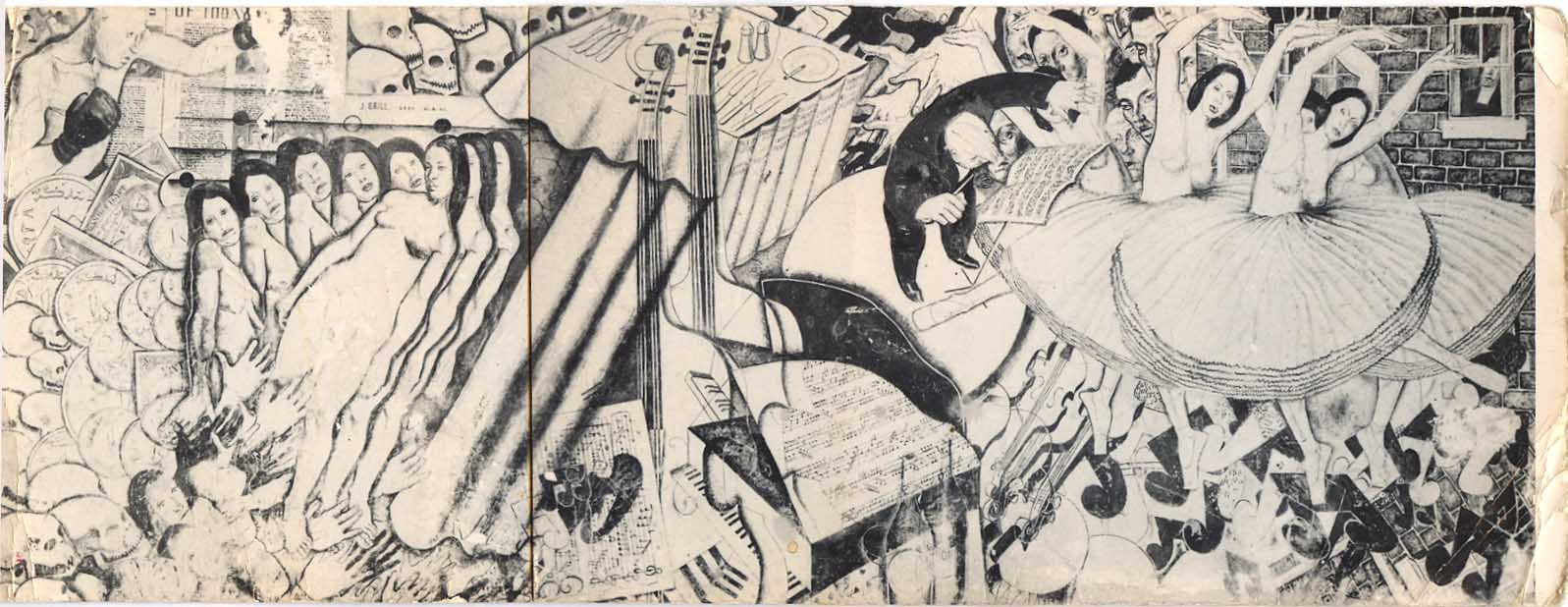
تم اقتصاص جدارية الباردي كما شوهدت في الخمسينيات من القرن الماضي.

صور فوتوغرافية غير مقصوصة  التقطها دونالد سيموندز تظهر عليها علامات التلف حتى ذلك الحين.
المزيد من الصور  التي تظهر كتابات على الجدران.
2009 صور فوتوغرافية  تظهر أعمال التجديد الجارية